# Claudio Sarría
Claudio Romualdo Sarría (10 de agosto de 1975, Córdoba, Argentina) es un exfutbolista argentino. Jugaba de enganche o mediapunta. Actualmente es DT de la 5ª división de las inferiores de Instituto que compite en Liga Cordobesa de Fútbol.

## Trayectoria
El jugador, nacido en la ciudad de Córdoba (Argentina), se formó en las divisiones inferiores de Instituto Atlético Central Córdoba, en el cual llegó a debutar en la Primera División de Argentina.
Su posición dentro del campo de juego es la de enganche (mediocampista ofensivo), aunque rara vez juega de delantero. Anteriormente se desempeñó en clubes del Torneo Nacional B, tal como Instituto; en clubes de Primera, como San Lorenzo de Buenos Aires y Lanús; y en clubes extranjeros, como el Club León de México y el Alianza Lima de la Primera División del Perú.
Luego jugó en el Atlético Tucumán, equipo con el que logró el ascenso a Primera División en la temporada 2008/09, por lo cual es considerado ídolo y estandarte del ascenso. El club sólo se mantuvo una temporada en Primera; tras ello –y luego de cinco temporadas en el equipo y dos ascensos– Sarría dejó el Atlético Tucumán. Después recaló en las filas del club Sarmiento de Junín, donde jugó media temporada en la Primera "B" Metropolitana.
En enero de 2011, fichó por el equipo puntano de Juventud Unida Universitario.

## Clubes
| Club                         | País      | Año       |
| ---------------------------- | --------- | --------- |
| Instituto de Córdoba         | Argentina | 1994-2000 |
| Lanús                        | Argentina | 2000-2001 |
| Instituto de Córdoba         | Argentina | 2001      |
| San Lorenzo                  | Argentina | 2002      |
| Instituto de Córdoba         | Argentina | 2002-2003 |
| Club León                    | México    | 2003-2004 |
| Talleres                     | Argentina | 2004      |
| Alianza Lima                 | Perú      | 2004      |
| Club León                    | México    | 2005      |
| Atlético Tucumán             | Argentina | 2006-2010 |
| Sarmiento de Junín           | Argentina | 2010      |
| Juventud Unida Universitario | Argentina | 2011      |

## Estadísticas
| Lugares             | PJ  | Goles | Promedio |
| ------------------- | --- | ----- | -------- |
| Argentina           | 410 | 125   | 0,30     |
| Extranjero          | 73  | 14    | 0,19     |
| Copas Sudamericanas | 1   | 0     | 0,00     |
| Total               | 484 | 139   | 0,29     |

## Palmarés

### Torneos nacionales
| Título               | Club             | País      | Año    |
| -------------------- | ---------------- | --------- | ------ |
| Primera "B" Nacional | Instituto        | Argentina | 1999   |
| Liga de Ascenso      | León             | México    | C-2004 |
| Primera División     | Alianza Lima     | Perú      | 2004   |
| Torneo Argentino A   | Atlético Tucumán | Argentina | 2008   |
| Primera "B" Nacional | Atlético Tucumán | Argentina | 2009   |

### Copas internacionales
| Título            | Club        | Sede         | Año  |
| ----------------- | ----------- | ------------ | ---- |
| Copa Sudamericana | San Lorenzo | Buenos Aires | 2002 |